# Горбьо
Горбьо́ (фр. Gorbio) — коммуна на юго-востоке Франции в регионе Прованс — Альпы — Лазурный берег, департамент Приморские Альпы, округ Ницца, кантон Ментона. До марта 2015 года коммуна административно входила в состав упразднённого кантона Ментона-Уэст (округ Ницца).
Площадь коммуны — 7,02 км², население — 1279 человек (2006) с тенденцией к росту: 1304 человека (2012), плотность населения — 185,8 чел/км².

## Население
Население коммуны в 2011 году составляло — 1294 человека, а в 2012 году — 1304 человека.
| 1962 | 1968 | 1975 | 1982 | 1990 | 1999 | 2006 | 2007 | 2011 | 2012 |
| ---- | ---- | ---- | ---- | ---- | ---- | ---- | ---- | ---- | ---- |
| 571  | 644  | 538  | 576  | 930  | 1154 | 1279 | 1295 | 1294 | 1304 |

Динамика численности населения:

## Экономика
В 2010 году из 765 человек трудоспособного возраста (от 15 до 64 лет) 589 были экономически активными, 176 — неактивными (показатель активности 77,0 %, в 1999 году — 70,4 %). Из 589 активных трудоспособных жителей работали 537 человек (284 мужчины и 253 женщины), 52 числились безработными (19 мужчин и 33 женщины). Среди 176 трудоспособных неактивных граждан 60 были учениками либо студентами, 63 — пенсионерами, а ещё 53 — были неактивны в силу других причин.
На протяжении 2010 года в коммуне числилось 486 облагаемых налогом домохозяйств, в которых проживало 1193,5 человека. При этом медиана доходов составила 22 тысячи 777 евро на одного налогоплательщика.